# Phymatostetha rufolimbata
Phymatostetha rufolimbata är en insektsart som beskrevs av Schmidt 1910. Phymatostetha rufolimbata ingår i släktet Phymatostetha och familjen spottstritar. Inga underarter finns listade i Catalogue of Life.